# 宇都宮明綱
宇都宮 明綱（うつのみや あきつな、嘉吉3年（1443年） - 寛正4年11月13日（1463年11月23日））は室町時代後期の武将で、下野の名門宇都宮氏十五代当主。十四代当主宇都宮等綱の子。母は小山満泰の娘。小山持政は伯父にあたる。下野守。
父の等綱が足利成氏と不仲で宇都宮城を追われ、奥州において出家・隠棲したので後を継いだ。外交方針を転換し成氏方に鞍替えし、宇都宮家の再興に腐心したが、1463年、21歳で没した。子がなかったので、等綱の養子の正綱が後継になった。